# Santuario arquidiocesano de Nuestra Señora del Patrocinio

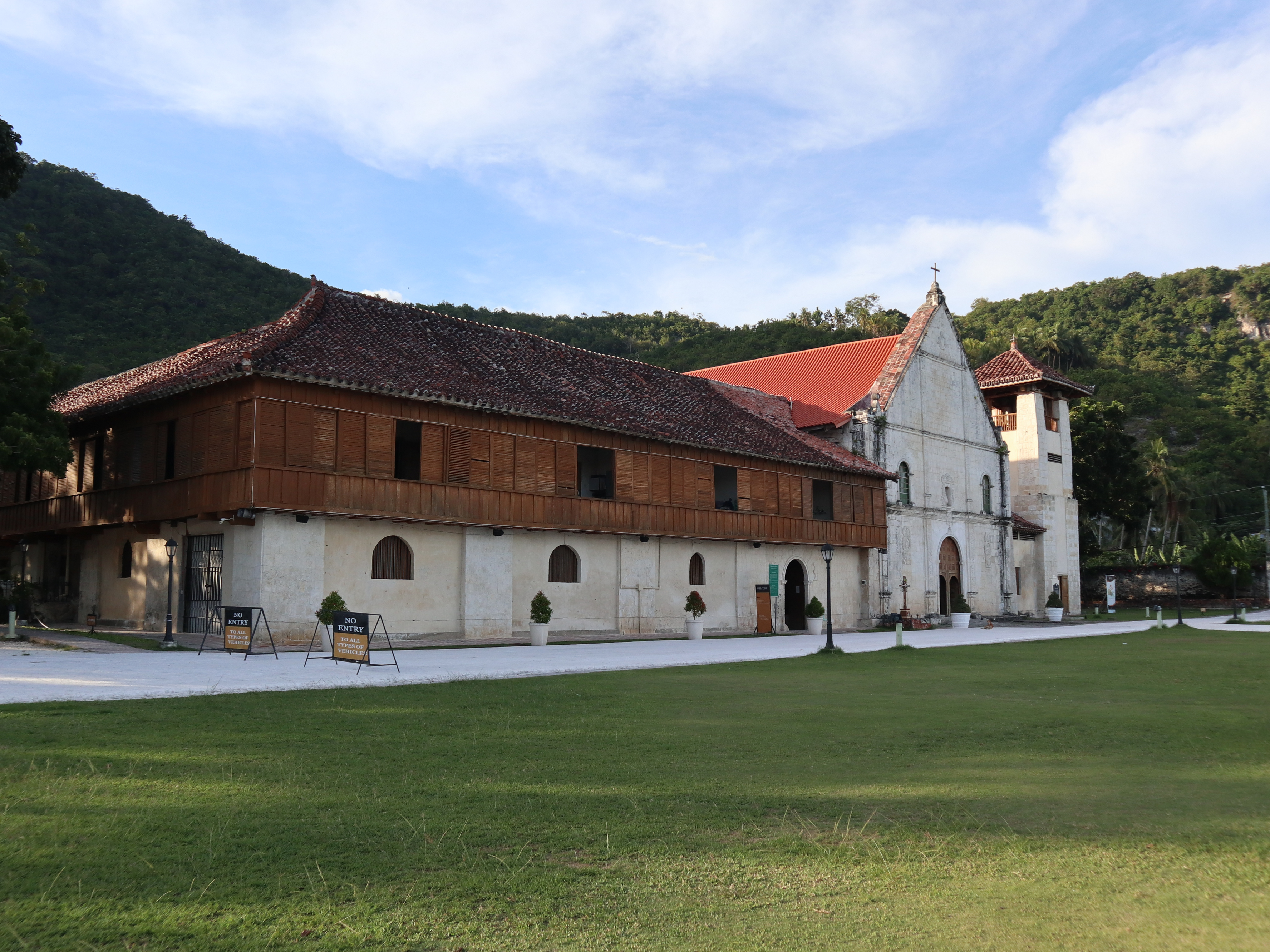
Imagen enfocada en el convento, al sur del edificio principal. Se puede apreciar su excelente estado de conservación, incluidas las originales tejas de terracota.

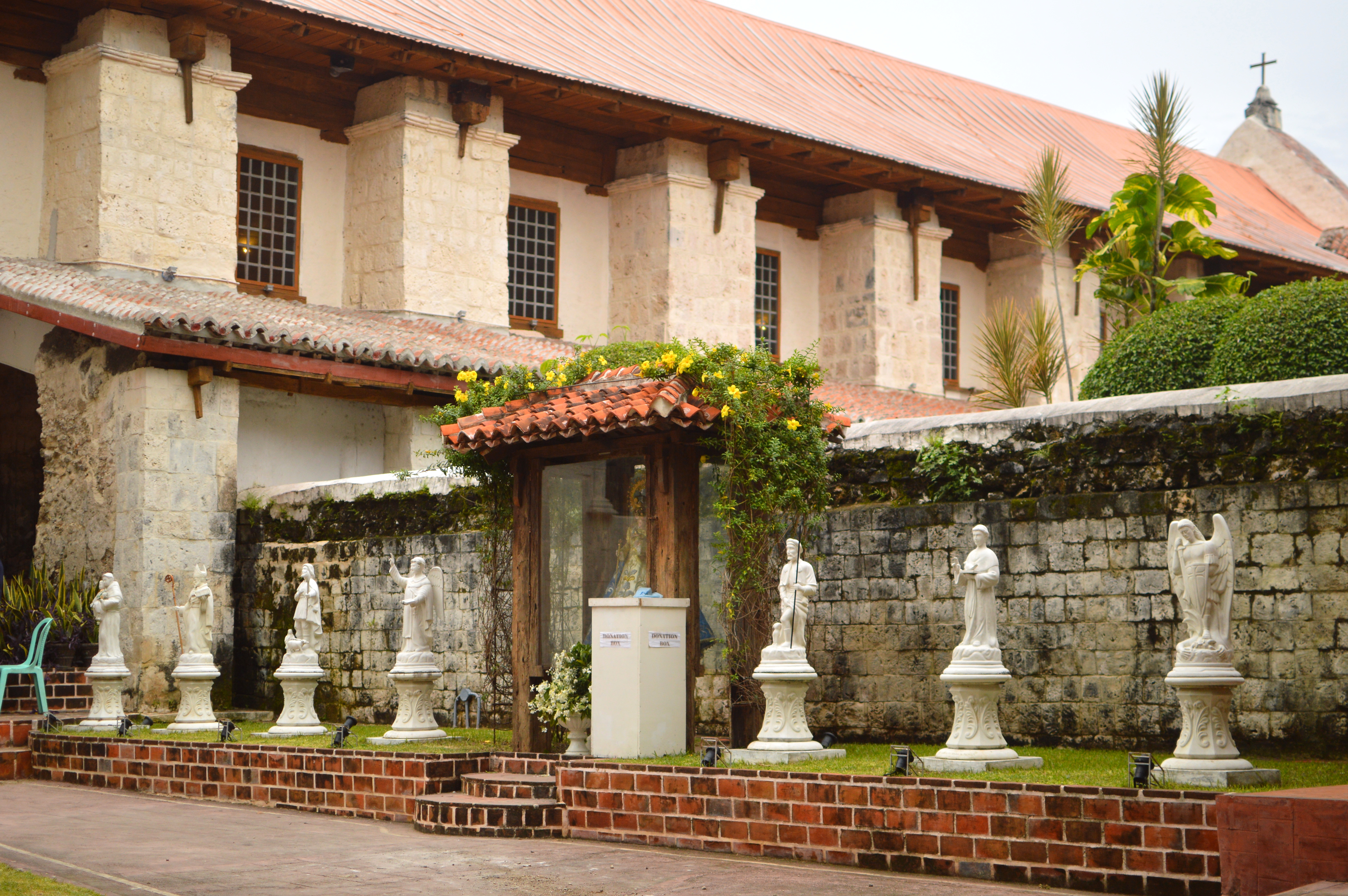
figuras de santos delante del pretil, a las afueras del convento.

El santuario arquidiocesano del Patrocinio de María Santísima, popularmente Iglesia de Boljoon (en filipino: Simbahan ng Boljoon), es una iglesia católica situada en Boljoon, en la provincia de Cebú, Filipinas. Durante años servía como iglesia fortaleza, muy excepcional en este sentido entre las iglesias de la región. Jurisdiccionalmente, es dependiente de la arquidiócesis de Cebú. 
El edificio barroco es una notable representación de la arquitectura colonial española tardía en las islas, muestra de la pervivencia del legado hispánico a través en la edificación religiosa. Fue declarado Tesoro Cultural Nacional por la Comisión Histórica Nacional de Filipinas en 2001, además de haber formado parte de la Lista Tentativa de Patrimonio de la Humanidad de la Unesco, en la categoría de Iglesias Barrocas de Filipinas (extensión).

## Historia
Más de tres décadas después de la llegada de los españoles a Cebú, Boljoon se convirtió en una pequeña comuna cristiana, con una capilla de visita (o más bien ermita) dedicada a la advocación de la Virgen María, erigida en 1599 (como capilla auxiliar de Cárcar, dependiente de la parroquia de Bantayan fundada en 1580, cuatro años tras el establecimiento de la diócesis de Cebú). Casi un siglo después, el 31 de octubre de 1690, debido a la rápida evangelización de la región, y, por ende, el creciente número de cristianos entre su población, Francisco de Zamora, provincial de los agustinos recoletos, elevó su estatus de comuna a parroquia y vicaría propia, con jurisdicción sobre otras comunas y una independencia civil aparte de la religiosa. Esta recibió su primer párroco el 5 de abril de 1692, con el nombramiento de Nicolás de la Cuadra, quien más tarde sería el prior de la basílica del Santo Niño en la capital provincial, Cebú. Ese año es además cuando se registra la primera residencia parroquial en Boljoon. El historiador coetáneo español Gaspar de San Agustín describe en 1599 a Boljoon como una de ocho parroquias de la provincia de Cebú, lo cual contradice la información que solo se convirtiera en parroquia hacia finales del siglo. Si bien, lo cierto es que la condición de parroquia se solía conceder únicamente a comunas establecidas como municipalidades, y Boljoon se convertiría en una solo en 1606. Sea como fuere, la ermita agustina sufriría daños importantes en 1615, durante una invasión de una tribu de Bohol, tras lo cual volvería a construirse y servir hasta su destrucción más de un siglo y medio después.
A principios del siglo XVII, la región padecía una notable escasez de sacerdotes, ya que no se considerada atractiva entre los clérigos y seminaristas españoles. Tanto así, que hacia finales en 1737 (al mismo tiempo que se construía la basílica del Santo Niño en su propia capital regional), la parroquia fue entregada a los jesuitas después de cinco años de intentos similares. No obstante, diez años después, en 1747, el nuevo prior general de la orden agustina reclamó la recuperación de la parroquia, y la consiguió a cambio de varios asentamientos entregados a los jesuitas, que hoy forman parte del municipio de Liloan.
La iglesia actual fue erigida en 1783 como consecuencia de la destrucción de la capilla en un incendio el año anterior, probablemente provocado por ataques de piratas malayo-musulmanes que en esa época asolaban las islas. Las obras se llevaron a cabo bajo supervisión del nuevo párroco pontevedrés Ambrosio Otero (nacido en la isla de Arosa), y más tarde serían retomadas por el fraile Manuel Cordero (en 1794) y finalmente terminadas en 1841 por Julián Bermejo (oriundo de Villanueva de San Carlos, Ciudad Real). Toda esta generación de los llamados agustinos filipinos había sido formada en el Convento de los Agustinos Filipinos en Valladolid, donde algunos hasta habían profesado (como en el caso del fray Bermejo).
Bermejo, además de religioso, fue un estudioso de la contemporaneidad militar y el artífice de las construcciones defensivas del lugar contra los ataques musulmanes, primero de malayos y luego de moros de las islas vecinas. Con este fin, se encargó de las defensas en Boljoon, con la construcción de un par de torres de vigilancia, una de ellas en forma de una casa fortificada dentro del perímetro de la iglesia, llamada «el fortín», y la conversión de la catedral en una iglesia fortaleza; además de formar una pequeña flotilla para defender las aguas poco profundas de la bahía. En aquellos años, la iglesia servía tanto como lugar de culto como de fortaleza durante los asedios musulmanas. Es la única iglesia fortaleza de Filipinas que ha se conservado intacta, siendo más del 90 % de la estructura de construcción original.

### SigloXX
Tras la Segunda Guerra Mundial, la arquidiócesis de Cebú se hizo cargo de la parroquia de Boljoon y de la iglesia, que poco después recibió su nombre actual – el santuario arquidiocesano de Nuestra Señora del Patrocinio. El padre Zacarías Suñer fue nombrado primer párroco secular de Boljoon en 1958.

## Descripción
La iglesia, ubicada frente a la costa (actualmente separada de ella por una estrecha carretera) destaca por sus tejas de terracota, conservadas en su estado original, y su distintivo estilo barroco español (llamado en su versión local «arte popular filipino»), muy predominante en elementos de su interior como el coro y en el púlpito. Está conformada por tres estructuras adyacentes: el edificio principal, el convento —una amplia construcción más baja, en la que destacan los 28 pilares de dos metros de altura que apoyan los gruesos muros realizados en mortero y cal—, y la torre campanario.
En el interior de la iglesia, los frescos del techo son obra de Miguel Villareal, natural de Boljoon. El retablo principal es de estilo rococó con reflejos en pan de oro y detalles policromados. En la hornacina central del altar mayor hay una representación en madera de la patrona local —la Virgen del Patrocinio—, vestida de blanco y azul con un velo dorado. La figura, tallada con mucho detalle, fue traída por el fraile Bartolomé de García desde España ya en 1599, cuando fue erigida la iglesia jesuita original, por lo que es considerada una pieza de alto valor histórico. La capilla menor, a la izquierda, también está dedicada enteramente a la Virgen.

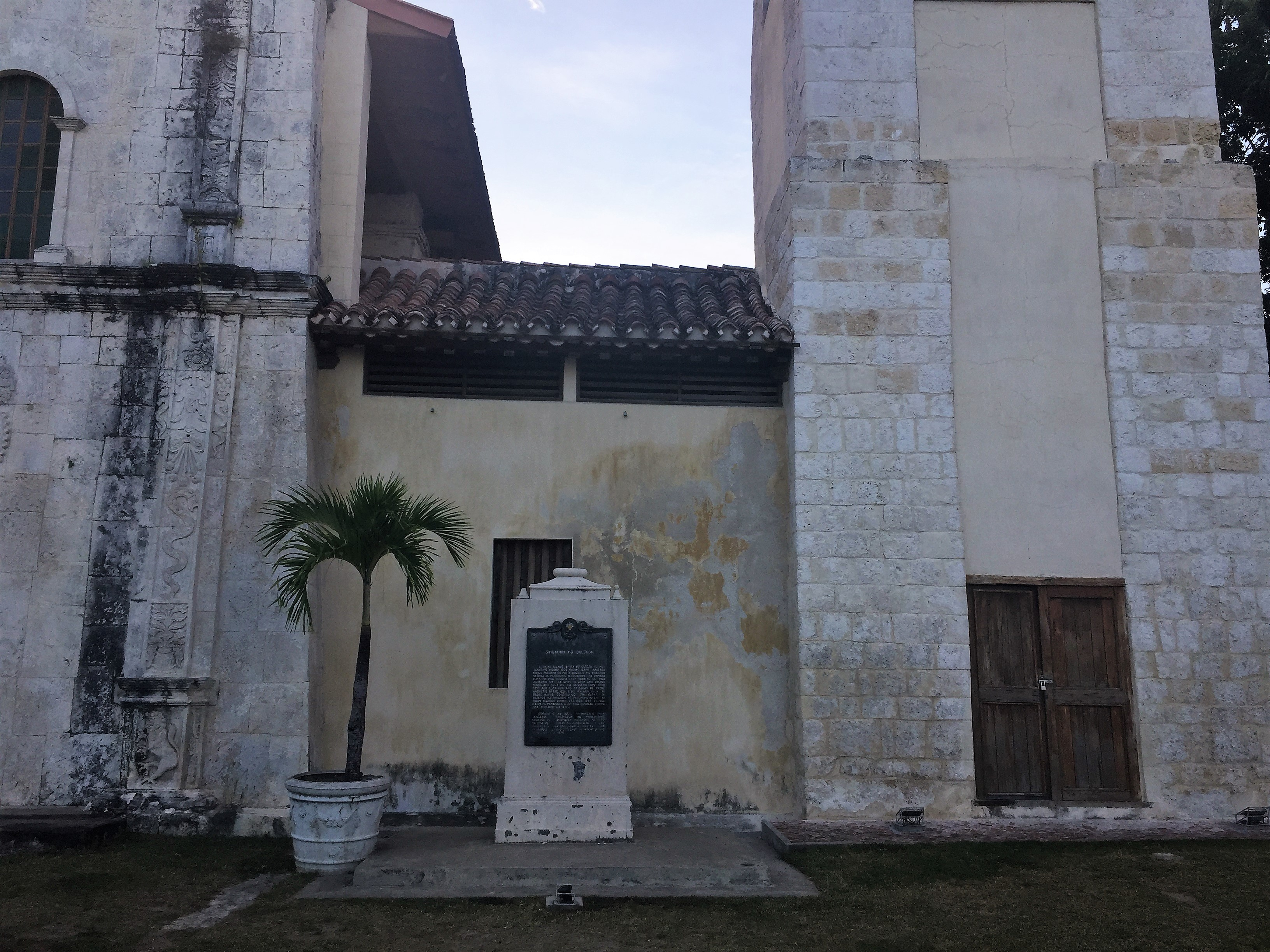
El marcador histórico colocado en 1999 por la CHNF.

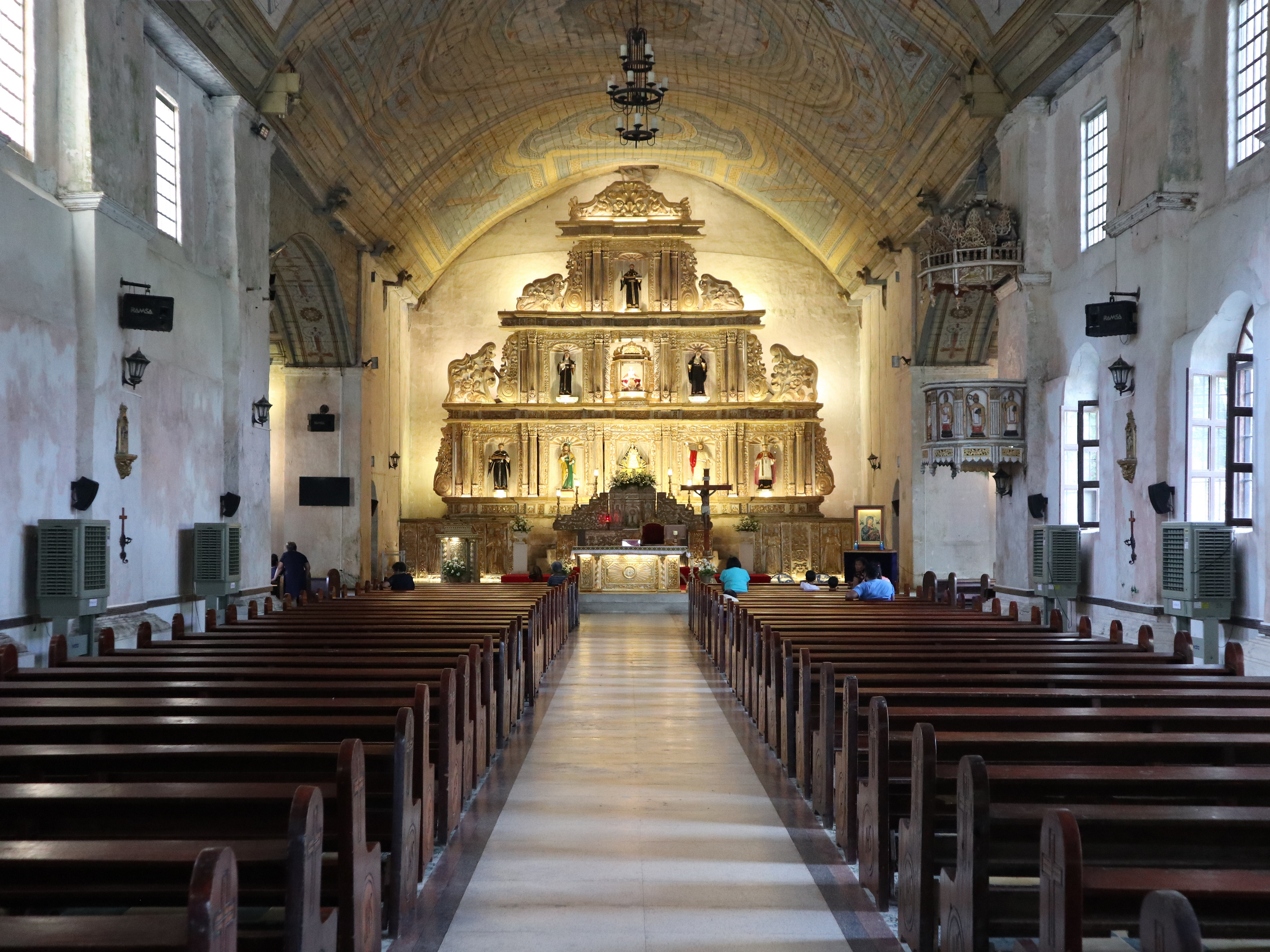
El interior de la iglesia, con el altar mayor al fondo.

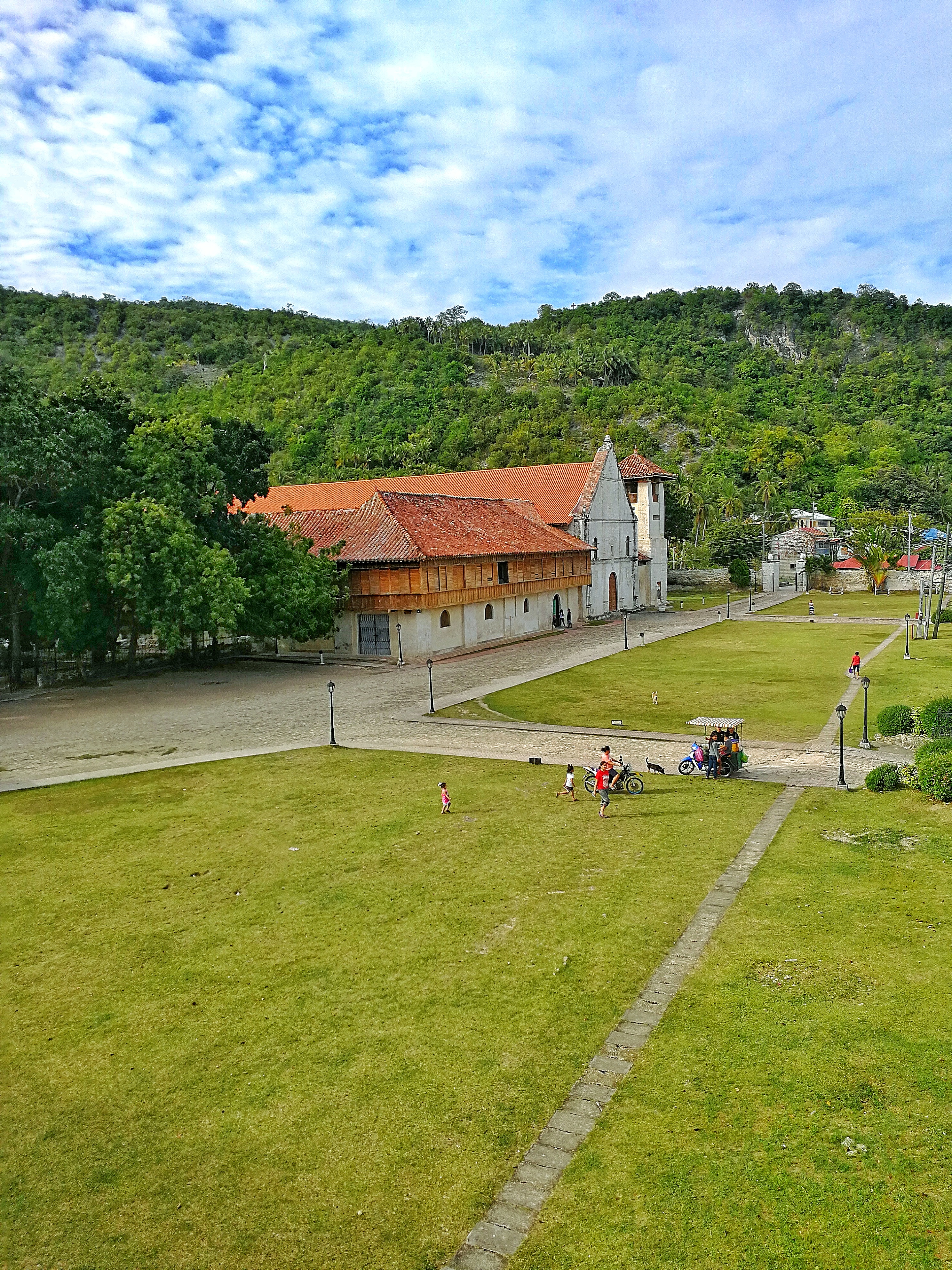
Vista estival del convento y su dominio desde el «fortín» (al sureste del edificio.

Las tres puertas y los muros de la iglesia están realizados en piedras de coral, habiendo sido construidos entre 1802 y 1808 bajo el auspicio de Bermejo. La torre campanario, de perfil cuadrado, tenía originalmente siete campanas; su planta baja servía como celda de prisión, probablemente para los piratas moros, como se desprende de los dibujos que han dejado en sus paredes. El recinto de la iglesia incluye la «casa fortín», ubicada al sureste del edificio principal, algo más cerca de la playa (actualmente adyacente al ayuntamiento de la localidad). Se trata de una estructura cuadrangular de dos plantas, de 180 x 80 metros de circunferencia, con un pretil que —como el propio edificio— está cubierto de tejas. En un principio sirvió como un almacén de piezas de artillería y, ya operativo, como estructura defensiva del complejo de la iglesia; hoy se usa para almacenar las campanas de recambio del campanario.

### Recintos exteriores
La plaza de la iglesia, popularmente conocida como Muraya (derivado de la palabra española ‘muralla’), sirve principalmente para eventos mayores de la iglesia. Se cree que ocupa el lugar de un antiguo cementerio español de la época colonial temprana. Las excavaciones realizadas por la Universidad de San Carlos revelaron varios espacios de entierro, tinajas, antiguas piezas de vajilla, un collar y un pendiente de oro, que indica que su propietario fuera probablemente una persona de la alta clase social española de la época.
La entrada al antiguo cementerio consta de un arco, realizado también en piedra de coral, con un frontón de tres capas; las dos capas inferiores reciben remates a ambos lados, mientras que una imagen en relieve de un esqueleto humano destaca en la parte superior. Las paredes también están decoradas con relieves de cráneos y huesos humanos. Aunque se dejaran de realizar entierros en el antiguo cementerio ya en 1760, sus puertas (que presentan un estilo arquitectónico más tardío) pueden haber sido construidas hacia finales del siglo XVIII, cuando se construyó la iglesia actual. 

## Museo y actualidad
Actualmente, el primer piso del convento alberga un museo que reúne objetos históricos litúrgicos y de la administración de la iglesia, como el libro de registros, imágenes de santos, vestimentas y distintas reliquias.
En 2007, la Boljoon Heritage Foundation realizó unos extensos trabajos de restauración del lugar, costeados por el Gobierno provincial de Cebú.
En 2022, la imagen de la Virgen del altar mayor recibió la coronación canónica por decreto del papa Francisco, como parte de las celebraciones de los 500 años del cristianismo en Filipinas. La ceremonia tuvo lugar en la sala principal del museo. 